# Hellmofjorden

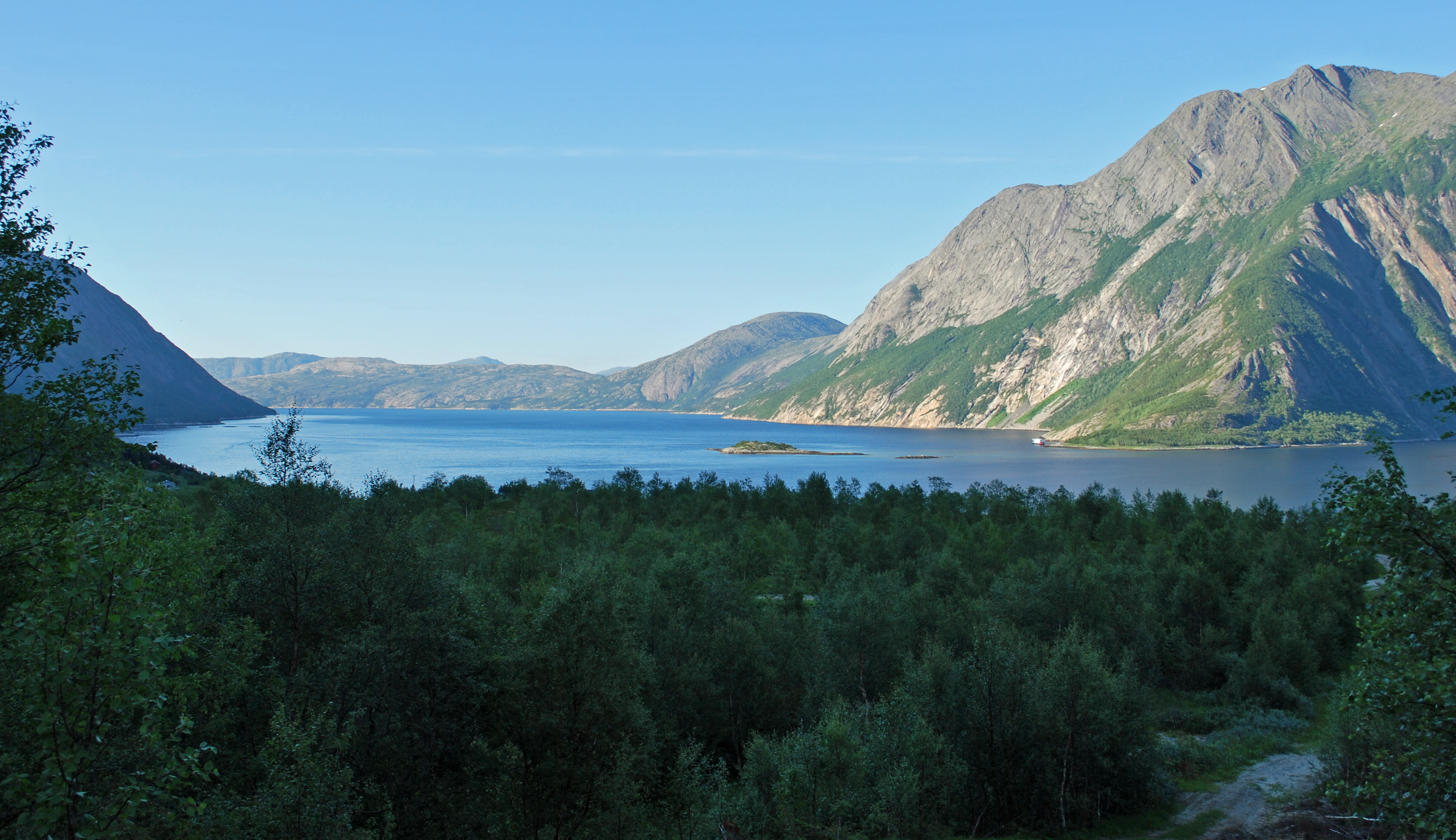
Hellmofjorden sedd från byn Musken.

Hellmofjorden (lulesamiska: Oarjjevuodna) är en fjord i Hamarøy kommun i Nordland fylke i norra Norge. Den är den sydligaste av Tysfjordens fjordarmar - därav förstavelsen «oarjje» (som betyder söder på samiska). Fjorden kallas på samiska även  Helmukvuodna, men även Hellmåvvå används i området i och omkring fjorden.
Från Hellmobotn innerst i fjorden är det bara 6,3 kilometer i rak linje till svenska gränsen. Här är Norge som smalast (undantaget Bøkfjorden öster om Kirkenes vid ryska gränsen). Det finns ingen väg (bro eller tunnel) över fjorden eller längre ut, eller väg innanför fjorden inom Norge, och enda sättet att korsa den med bil, cykel eller buss är med färja.

## Bilder

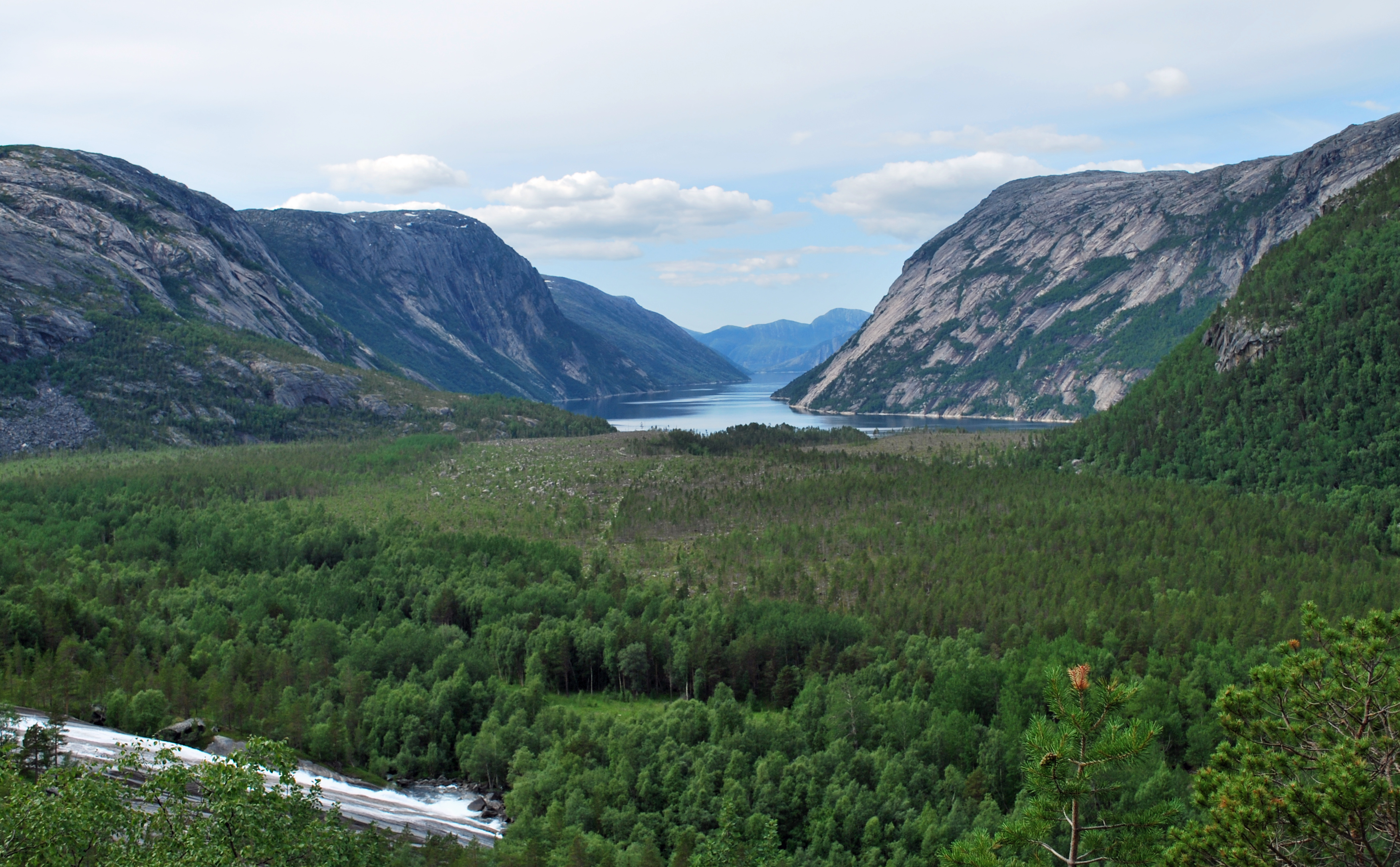
Hellemofjorden och platån innanför Hellemobotn.
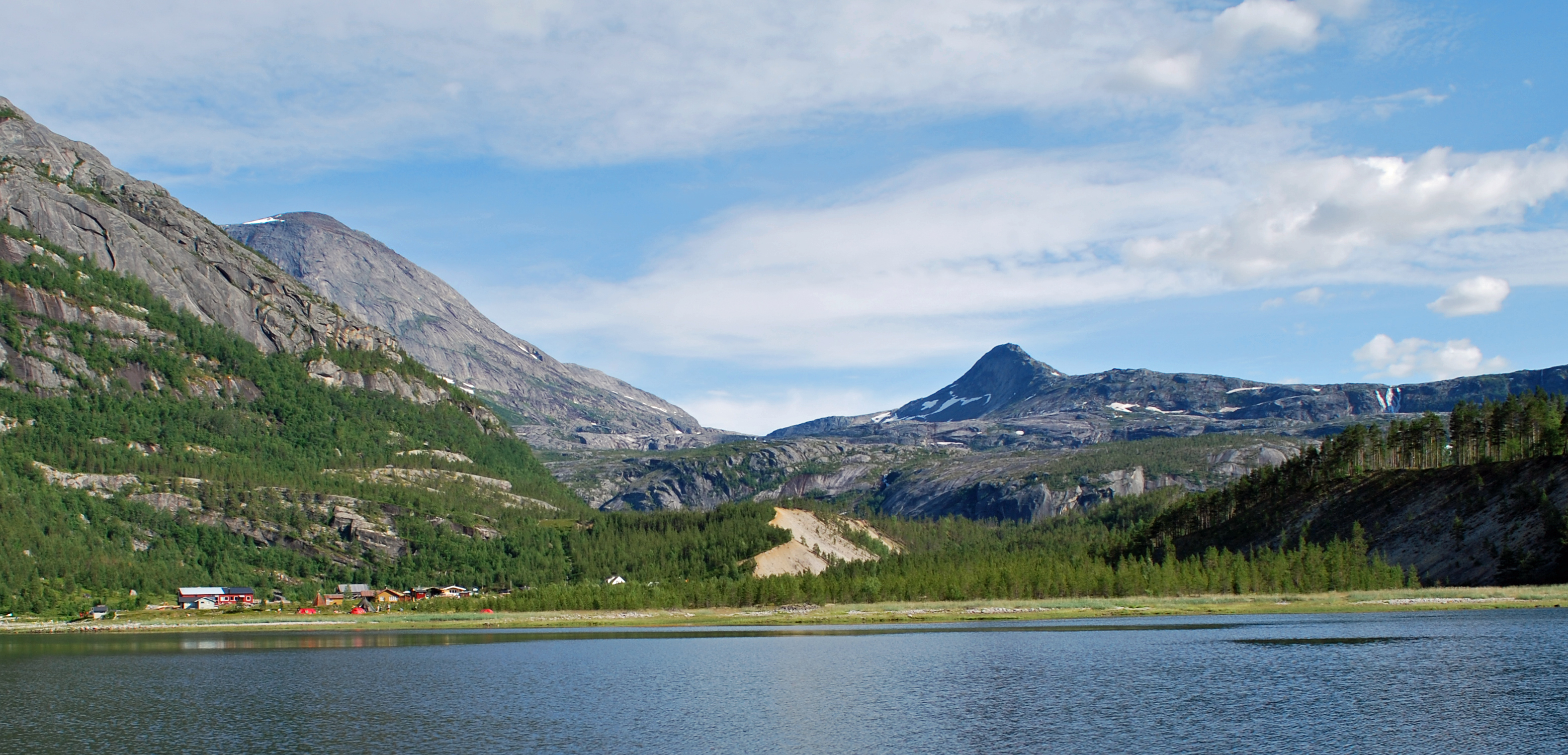
Sommarbosättningen Hellemobotn sedd från Hellemofjorden.
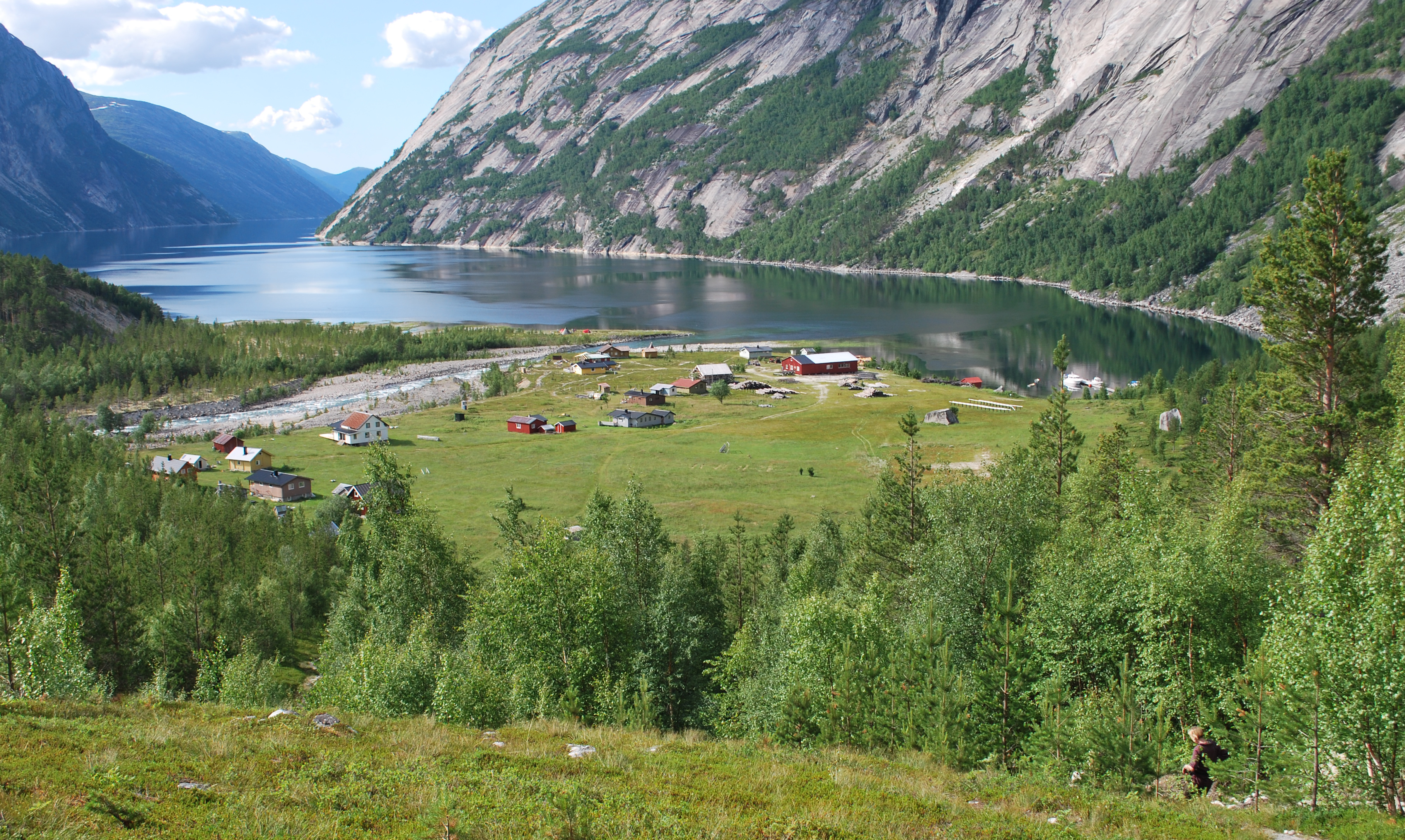
Sommarbosättningen Hellemobotn i förgrunden och Hellemofjorden i bakgrunden.